# Lijst van voetbalinterlands Bangladesh - India
Deze lijst van voetbalinterlands is een overzicht van alle officiële voetbalinterlands tussen de nationale teams van Bangladesh en India. De buurlanden hebben tot nu toe 28 keer tegen elkaar gespeeld. De eerste ontmoeting was een groepswedstrijd tijdens de Aziatische Spelen 1978 op 12 december 1978 in Bangkok (Thailand). Het laatste duel, een kwalificatiewedstrijd voor de Azië Cup 2027, werd gespeeld in Shillong op 25 maart 2025.

## Wedstrijden
| №  | Plaats    | Datum             | Competitie                  | Wedstrijd          | Uitslag |
| -- | --------- | ----------------- | --------------------------- | ------------------ | ------- |
| 1  | Bangkok   | 12 december 1978  | Aziatische Spelen 1978      | India − Bangladesh | 3 − 0   |
| 2  | New Delhi | 20 november 1982  | Aziatische Spelen 1982      | India − Bangladesh | 2 − 0   |
| 3  | Dhaka     | 30 maart 1985     | WK 1986 kwalificatie        | Bangladesh − India | 1 − 2   |
| 4  | Calcutta  | 12 april 1985     | WK 1986 kwalificatie        | India − Bangladesh | 2 − 1   |
| 5  | Dhaka     | 25 december 1985  | Zuid-Aziatische Spelen 1985 | India − Bangladesh | 1 − 1   |
| 6  | Abu Dhabi | 6 februari 1988   | Azië Cup 1988 kwalificatie  | Bangladesh − India | 0 − 0   |
| 7  | Islamabad | 23 oktober 1989   | Zuid-Aziatische Spelen 1989 | Bangladesh − India | 1 − 1   |
| 8  | Colombo   | 26 december 1991  | Zuid-Aziatische Spelen 1991 | Bangladesh − India | 2 − 1   |
| 9  | Doha      | 14 september 1994 | Vriendschappelijk           | India − Bangladesh | 4 − 2   |
| 10 | Colombo   | 31 maart 1995     | Zuid-Azië Cup 1995          | Bangladesh − India | 0 − 0   |
| 11 | Chennai   | 27 december 1995  | Zuid-Aziatische Spelen 1995 | India − Bangladesh | 1 − 0   |
| 12 | Kathmandu | 7 september 1997  | Zuid-Azië Cup 1997          | India − Bangladesh | 3 − 0   |
| 13 | Margao    | 22 april 1999     | Zuid-Azië Cup 1999          | India − Bangladesh | 0 − 0   |
| 14 | Margao    | 1 mei 1999        | Zuid-Azië Cup 1999          | India − Bangladesh | 2 − 0   |
| 15 | Kathmandu | 2 oktober 1999    | Zuid-Aziatische Spelen 1999 | India − Bangladesh | 0 − 1   |
| 16 | Abu Dhabi | 29 november 1999  | Azië Cup 2000 kwalificatie  | India − Bangladesh | 2 − 2   |
| 17 | Malé      | 2 mei 2000        | Vriendschappelijk           | India − Bangladesh | 1 − 1   |
| 18 | Leicester | 29 juli 2000      | Vriendschappelijk           | India − Bangladesh | 1 − 0   |
| 19 | Dhaka     | 18 januari 2003   | Zuid-Azië Cup 2003          | Bangladesh − India | 2 − 1   |
| 20 | Karachi   | 12 december 2005  | Zuid-Azië Cup 2005          | India − Bangladesh | 1 − 1   |
| 21 | Karachi   | 17 december 2005  | Zuid-Azië Cup 2005          | India − Bangladesh | 2 − 0   |
| 22 | New Delhi | 20 augustus 2007  | Vriendschappelijk           | India − Bangladesh | 1 − 0   |
| 23 | Kathmandu | 3 september 2013  | Zuid-Azië Cup 2013          | Bangladesh − India | 1 − 1   |
| 24 | Margao    | 5 maart 2014      | Vriendschappelijk           | India − Bangladesh | 2 − 2   |
| 25 | Calcutta  | 15 oktober 2019   | WK 2022 kwalificatie        | India − Bangladesh | 1 − 1   |
| 26 | Doha      | 7 juni 2021       | WK 2022 kwalificatie        | Bangladesh − India | 0 − 2   |
| 27 | Malé      | 4 oktober 2021    | Zuid-Azië Cup 2021          | Bangladesh − India | 1 − 1   |
| 28 | Shillong  | 25 maart 2025     | Azië Cup 2027 kwalificatie  | India − Bangladesh | 0 − 0   |

## Samenvatting
| Competitie             | Totaal gespeeld | Winst Bangladesh | Gelijk | Winst India | Doelsaldo Bangladesh – India |
| ---------------------- | --------------- | ---------------- | ------ | ----------- | ---------------------------- |
| WK-kwalificatie        | 4               | 0                | 1      | 3           | 3 − 7                        |
| Azië Cup-kwalificatie  | 3               | 0                | 3      | 0           | 2 − 2                        |
| Aziatische Spelen      | 2               | 0                | 0      | 2           | 0 − 5                        |
| Zuid-Aziatische Spelen | 5               | 2                | 2      | 1           | 5 − 3                        |
| Zuid-Azië Cup          | 9               | 1                | 5      | 3           | 5 − 12                       |
| Vriendschappelijk      | 5               | 0                | 2      | 3           | 5 − 9                        |
| Totaal                 | 28              | 3                | 13     | 12          | 20 − 38                      |

Wedstrijden bepaald door strafschoppen worden, in lijn met de FIFA, als een gelijkspel gerekend.